# Navolato
Navolato ist eine Stadt im mexikanischen Bundesstaat Sinaloa und Verwaltungssitz des Municipio Navolato. Navolato liegt nahe Culiacán, auf halber Strecke nach Altata am Golf von Kalifornien. Navolato hat rund 30.000 Einwohner. Der Name leitet sich von der Sprache Nahuatl ab. In Navolato werden Zuckerrohr, Mais und andere Agrarprodukte angebaut.